# Dimorphostylis echinata
Dimorphostylis echinata är en kräftdjursart som beskrevs av Gamo 1962. Dimorphostylis echinata ingår i släktet Dimorphostylis och familjen Diastylidae. Inga underarter finns listade i Catalogue of Life.